# NGC 6020
NGC 6020 (другие обозначения — IC 1148, UGC 10100, MCG 4-38-2, ZWG 137.5, NPM1G +22.0514, PGC 56467) — эллиптическая галактика (E) в созвездии Змея.
Этот объект входит в число перечисленных в оригинальной редакции «Нового общего каталога».